# Parti communiste de Cuba
Pour les articles homonymes, voir PCC et Parti communiste.
Le Parti communiste de Cuba (en espagnol : Partido comunista de Cuba, abrégé en PCC) est un parti politique communiste cubain formellement fondé en 1965 et depuis le parti unique. D'obédience « martiste et marxiste-léniniste », il dirige le pays depuis sa création. Fidel Castro en est le premier secrétaire de sa fondation au 19 avril 2011. Il est alors remplacé par son frère Raúl Castro, qui dirige déjà le pays de 2008 à 2018. Il est membre de la COPPPAL.
La constitution cubaine de 1976 précise que « le Parti communiste de Cuba, martiste et marxiste-léniniste, avant-garde organisée de la nation cubaine, est la force dirigeante supérieure de la société et de l'État, qui organise et oriente les efforts communs vers les hautes fins de la construction du socialisme et la marche en avant vers la société communiste ». La constitution cubaine de 2019 maintient le rôle dirigeant du Parti communiste de Cuba et confirme le caractère « irrévocable » du socialisme.

## Historique
Le premier Parti communiste de Cuba est formé en 1920 et était membre de l'Internationale communiste. Il a été fondé par le leader étudiant Julio Antonio Mella, Carlos Baliño (ancien proche de José Martí et figure de la lutte pour l'indépendance) et Fabio Grobart,.
Bien qu'illégal et exposé à la répression, le Parti communiste constitue une force bien organisée et solidement implantée dans les mouvements de travailleurs et la population noire.
Soucieux d'afficher sa rupture avec les partis corrompus qui ont accaparé le pouvoir depuis l'indépendance, Fulgencio Batista se rapproche du Parti communiste, qui est légalisé en 1938. Les communistes Juan Marinello puis Carlos Rafael Rodríguez participent au gouvernement mais sans portefeuille attribué,. En 1944, le Parti communiste cubain change de nom et devient le Parti socialiste populaire (PSP).
Le PSP a, dans un premier temps, condamné la guérilla, la jugeant « aventureuse », et ne participe à la lutte armée qu'à partir de la fin de l'année 1957.
En juillet 1961, deux ans après la révolution cubaine, l'Organisation révolutionnaire intégrée (ORI) est créée à la suite de la fusion du Mouvement du 26 Juillet de Fidel Castro, du Parti socialiste populaire et du Directoire révolutionnaire 13 mars. Le 26 mars 1962, l'ORI devient le Parti unifié de la révolution socialiste cubaine (PURSC), qui devient enfin, le 3 octobre 1965, le Parti communiste de Cuba (PCC). Il reste le seul parti politique légal à Cuba, mais n'a toutefois pas le droit de présenter lui-même des candidats aux élections : les candidats aux élections sont autorisés à se présenter par une commission, la plupart étant des membres du PCC ou des « compagnons de route » (voir Politique à Cuba).
Pendant les dix premières années de son existence, le parti communiste est inactif à l'extérieur de son bureau politique. La centaine de personnes du comité central se rassemble rarement et ce n'est que dix ans après sa fondation, en décembre 1975, que le parti tient son premier congrès. Fidel Castro y fait un long rapport, qui marque une volonté d'institutionnaliser la révolution dans la prolongation du mouvement de libération nationale de José Martí. Pendant et après le congrès, le projet de Constitution est débattu au sein du Parti et des organisations de masse. Selon le dirigeant cubain, près de six millions de personnes auraient participé à cette discussion. La version finale de la Constitution est adoptée par référendum le 24 février 1976, avec 97,7 % de votes positifs.
Le deuxième congrès a lieu en 1980. À l'occasion du troisième en 1986, Fidel Castro lance le processus de « rectification des tendances négatives ». Le but affiché par le gouvernement est de lutter contre les dysfonctionnements de la société, d'impulser une « révolution dans la révolution », et de donner un souffle nouveau à celle-ci.
En 1969, les membres du parti représentent 0,6 % de la population. Dans les années 1970, le parti commence à se développer. Depuis son premier congrès, en 1975, le parti a atteint les 200 000 membres, et le bureau politique se réunit régulièrement. En 1980, le parti atteint 430 000 membres, puis 520000 en 1985. Selon le professeur Pierre Vayssière, qui estime qu'autour de 10 % des Cubains possèdent une carte du Parti communiste, ce pourcentage varie selon le contexte économique de l'époque, augmentant en temps de crise, diminuant en temps de reprise.
En 2013, le comité central du Parti communiste cubain compte 115 membres, dont 49 femmes.
La constitution cubaine de 2019 maintient le rôle dirigeant Parti communiste de Cuba et confirme le caractère « irrévocable » du socialisme. Les demandes de démocratisation du système politique ne sont pas retenues .

## Organisation
Les organes majeurs du parti sont le bureau politique et le secrétariat jusqu'à la fusion des deux en 1991 en un bureau politique de plus de vingt membres. Il y a aussi un comité central qui se rassemble entre les congrès. Au cinquième congrès du parti, le nombre de membres du comité central est réduit à 150 par rapport à 225 initialement.
Le parti comporte aussi une organisation de jeunesse appelée Union des jeunes communistes (UJC).

### Congrès
Le Parti communiste de Cuba tient son premier congrès en 1975, et les suivants en 1980, 1986, 1991, 1997, 2011, 2016 et 2021.
Lors de son IVe congrès en 1991, le parti a décidé d'admettre les catholiques.
Le parti a 780 000 membres lors du congrès du Parti en 1997 et est composé de 32,1 % d'ouvriers, 13,8 % de techniciens, 8,2 % de professeurs et 7,5 % d'employés du secteur tertiaire.
Du 16 au 19 avril 2021 se tient le VIIIe congrès. Le président Miguel Diaz-Canel remplace Raúl Castro comme premier secrétaire du Comité central du Parti. Le Bureau politique, plus haute instance du Parti, comprend 14 membres dont « seulement » 3 femmes. Quatre sont des militaires en fonction ou à la retraite: Álvaro López Miera est ministre des armées, Lazaro Alvarez est ministre de l'Intérieur, Luis Alberto Rodríguez López-Calleja, ancien gendre de Raúl Castro, dirige le groupe d'entreprises de l'armée Gaesa et enfin José Ricardo Guerra, secrétaire du Conseil des ministres. Le Parti comprend officiellement 700 000 membres dont 42,6 % ont plus de 55 ans,,.

### Idéologie
Le Parti communiste de Cuba se définit comme « fidèle continuateur du PRC [Parti révolutionnaire cubain] fondé par José Martí » et se réclame des traditions du marxisme-léninisme. En 1992, une réforme de la constitution a réaffirmé le caractère socialiste de l’État ; en revanche les références idéologiques au marxisme-léninisme ont cédé la place aux liens géopolitiques avec l’Amérique latine et les Caraïbes.
Lors du huitième congrès, du 16 au 19 avril 2021, les références au marxisme-léninisme disparaissent dans le rapport central du congrès mais aussi par l'absence d'images de Marx, Engels et Lénine dans les locaux du congrès.

## Analyses
Pour l'universitaire Samuel Farber le Parti communiste cubain n’est pas un parti car cela nécessiterait l’existence d’autres partis politiques. Mais c'est la structure qui « monopolise la vie politique, sociale et économique de la société cubaine ». Yves Roucaute considère que le parti communiste de Cuba n’a plus de communiste que le nom. Il reste seulement une bureaucratie et une administration d’État, nationaliste et corrompue qui tentent de se maintenir au pouvoir en libéralisant l'économie de l'ile, tout en se réclament toujours de José Martí et du marxisme-léninisme.

## Publication
- Granma est l'organe de presse du PCC
- Juventud Rebelde (en) est lui l'organe de presse des Jeunesses communistes cubaines.

## Organisations proches
Diverses organisations cubaines sont proches du Parti communiste :
- Organisation des Pionniers José Martí (Organización de Pioneros José Martí - OPJM), fondée en 1977.
- Fédération Estudiantine de l'Enseignement Moyen (Federación Estudiantil de la Enseñanza Media - FEEM), fondée en 1970.
- Fédération Estudiantine Universitaire (Federación Estudiantil Universitaria - FEU), fondée en 1922.
- Centrale des travailleurs de Cuba (Central de Trabajadores de Cuba - CTC), fondée en 1939.
- Fédération des Femmes cubaine (Federación de Mujeres Cubanas - FMC), fondée le 23 août 1960.
- Association Nationale des Petits Agriculteurs (Asociación Nacional de Agricultores Pequeños - ANAP), fondée en 1961.
- Comités de défense de la révolution (Comités de Defensa de la Revolución - CDR), fondés en 1960.
- Union des jeunes communistes (Unión de Jóvenes Comunistas - UJC), fondée en 1962.